# Oleg Gordievski
Oleg Antónovich Gordievski (ruso: Олег Антонович Гордиевский, transliterado académicamente como Oleg Antonovič Gordievskij), (Moscú, Unión Soviética, 10 de octubre de 1938-Surrey, Reino Unido, 4 de marzo de 2025) fue un coronel del Comité de Seguridad del Estado (KGB) que llegaría a ser jefe residente (rezident) en la embajada de la URSS en Londres, pero que terminó desertando a Gran Bretaña, convirtiéndose en el desertor de más alto rango de aquel organismo.

## Principios de su carrera
Oleg Gordievski estudió en el Instituto Estatal de Relaciones Internacionales de Moscú y, al término de sus estudios, ingresó en el servicio exterior, donde fue enviado al entonces Berlín Oriental, en agosto de 1961, justo en tiempos de la construcción del Muro de Berlín, que había comenzado el día 13 de ese mismo mes. Finalmente, se incorporó al KGB, en 1963, y fue enviado como agregado de la embajada soviética en la capital danesa de Copenhague.

## Doble agente
Durante su estancia en el territorio dinamarqués, Oleg Gordievski se terminó desencantando con la entonces URSS y con su trabajo, en particular después de la invasión de Checoslovaquia por el Pacto de Varsovia, en 1968, con el fin de aplastar la Primavera de Praga. Gordievski sería lo suficientemente extrovertido como para que ese sentimiento personal no pasase inadvertido para el Servicio de Inteligencia británico, el MI6, que envió a un funcionario de la embajada del Reino Unido para hacer contacto con él y solicitar sus servicios como agente de la inteligencia británica.
El valor del reclutamiento por parte del MI6 de una fuente que ya de por sí era muy valiosa y bien ubicada, se incrementó dramáticamente cuando, debido a un gran golpe de suerte para la inteligencia británica, Gordievski fue finalmente asignado a la embajada de la URSS en Londres. Paradójicamente, sería nombrado como «residente designado» (rezident), es decir, nada más y nada menos que el máximo responsable soviético respecto de la recolección de información de inteligencia en Gran Bretaña.
Dos de las contribuciones más importantes de Gordievski fueron:
1) evitar una posible escalada nuclear durante los ejercicios de la OTAN Able Archer («Arquero capaz»), de 1983, inicialmente malinterpretados por los soviéticos como el inicio de un primer ataque atómico «preventivo» por parte de Occidente;
2) haber identificado correctamente al entonces joven Mijaíl Gorbachov como el «heredero aparente» (en medio de la gerontocracia gobernante soviética), mucho antes de su llegada al poder en marzo de 1985.
Gordievski fue súbitamente llamado a Moscú el 22 de mayo de 1985 y sería momentáneamente detenido en la dacha (casa de campo) de uno de sus superiores. No se supo en su momento cómo se habían enterado los soviéticos de la condición de doble agente de Gordievski, pero los analistas más tarde sospecharían fuertemente de Aldrich Ames, un oficial estadounidense de alto nivel de la Agencia Central de Inteligencia, que había estado vendiendo secretos al KGB.

## Deserción a Occidente

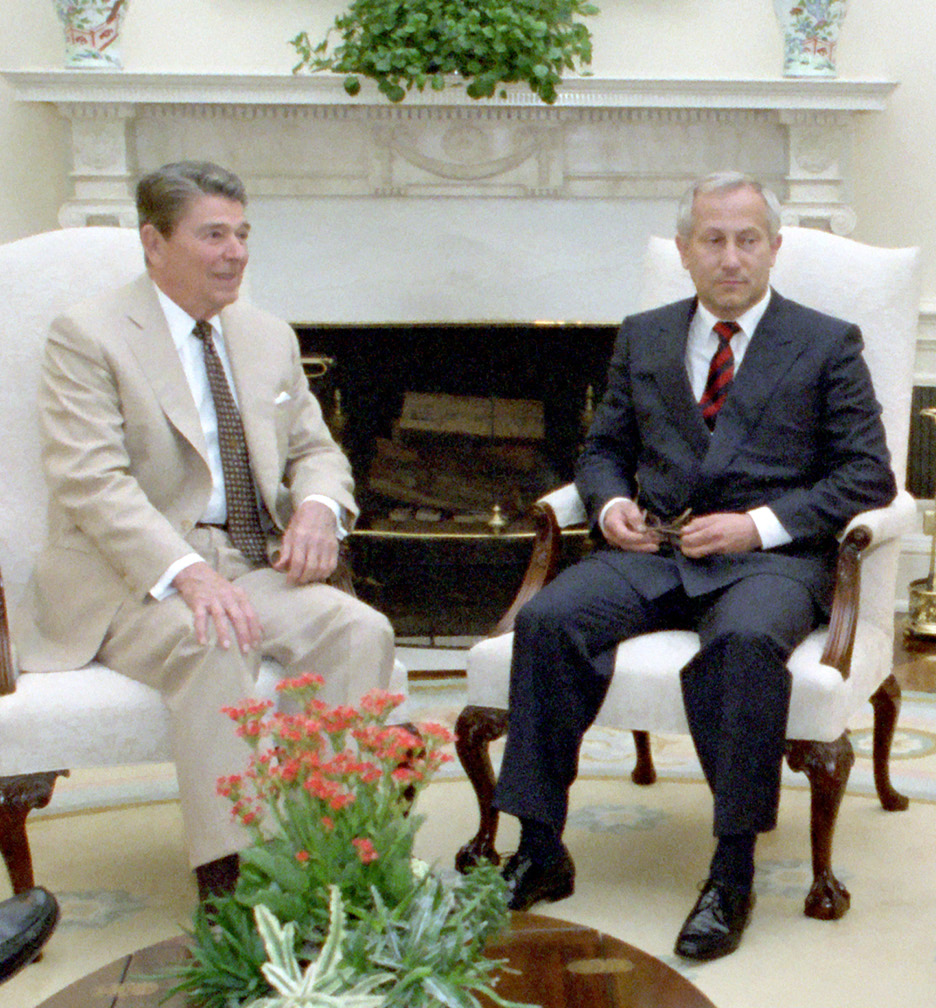
Oleg Gordievski, con el presidente estadounidense Ronald Reagan, en julio de 1987.

Gordievski fue interrogado por el KGB durante varias semanas y se le mencionó que nunca más volvería a trabajar en el extranjero. A pesar de que era sospechoso de espionaje para una potencia occidental extranjera, sus superiores no parecían tener una prueba sólida, y en junio de 1985 se le permitió regresar a su apartamento de Moscú, donde estuvo acompañado por su esposa y sus dos hijos.
Aunque se encontraba bajo la vigilancia del KGB, Gordievski logró informar a los agentes de la inteligencia británica en Moscú de su situación, y estos reactivaron un elaborado plan de escape que habían estado preparando durante varios años, listo para ser utilizado solo en caso de emergencia. El 19 de julio de 1985, Gordievski salió a realizar su habitual actividad de trote matinal, pero en lugar de eso logró evadir a la vigilancia del KGB, que lo mantenía bajo observación, y pudo abordar un tren hacia Leningrado (actual San Petersburgo). Desde allí se dirigió a la frontera finlandesa, donde abordó un coche de la embajada británica. Una vez escondido en el baúl o maletero del vehículo, fue «contrabandeado» hacia la neutral Finlandia. Coincidentemente, para esos días una empleada de la embajada británica en Moscú se hallaba en una etapa relativamente avanzada de embarazo, por lo que la excusa de que ella deseaba dar a luz en el Reino Unido sirvió para apuntalar la excusa de salida de la URSS por parte de algunos miembros del personal diplomático de aquel país. Una vez en Finlandia, lo único que le faltaba a Gordievski era llegar a Gran Bretaña, lo que haría después de abordar un vuelo desde la aliada Noruega.
Gordievski fue consecuentemente condenado a muerte en ausencia, por el delito de traición, una sanción nunca retirada por autoridades rusas postsoviéticas.
Su esposa y sus dos hijos —de vacaciones en la RSS de Azerbaiyán en el momento de su audaz escape de la URSS— finalmente se unieron a él en el Reino Unido seis años después en 1991, después de un largo «cabildeo» o lobby por parte del Gobierno británico, y personalmente por la primera ministra Margaret Thatcher, durante sus reuniones con el relativamente flexible jefe de Estado de la Unión Soviética Mijaíl Gorbachov.

## Años 1990-2007
Gordievski ha escrito varios libros sobre el KGB y es frecuentemente citado como un experto en el tema por algunos medios de comunicación occidentales.
En 1990, fue editor-consultor de la revista Intelligence and National Security, y trabajó en televisión en el Reino Unido durante la década de 1990, incluido el programa Wanted (Buscados).
El 26 de febrero de 2005, fue galardonado con el grado honorífico (honoris causa) de Doctor en Letras (Doctor of Letters) por la británica Universidad de Buckingham, en reconocimiento por su sobresaliente servicio a la seguridad del Reino Unido.
Gordievski, en una carta publicada en el periódico Daily Telegraph el 3 de agosto de 2005, acusó nada menos que a la BBC, la tradicional cadena estatal de radiodifusión británica, de ser un «servicio rojo». Concretamente, dijo en esa ocasión:

«Solo escuchen con atención los (sutiles) “matices ideológicos” en Radio 4, la televisión de la BBC, y el servicio mundial de esta última BBC World Service, y se darán cuenta de que el comunismo '“no” es un credo moribundo».

Gordievski asimismo ha aparecido en el documental de la PBS Commanding Heights: The battle for the world economy (La batalla por la economía mundial).
En 2007, durante la recepción honorífica brindada en el cumpleaños de la reina Isabel II, Gordievski fue pomposamente nombrado «Compañero de la más distinguida orden de San Miguel y San Jorge» (Companion of the Most Distinguished Order of Saint Michael and St. George, CMG) por sus «servicios a la seguridad del Reino Unido». El tradicional periódico The Guardian señaló que se trataba del mismo que el otorgado a su ficticio colega de la Guerra Fría, el agente 007 James Bond. Más recientemente, ha afirmado que hay cientos de exagentes del KGB diseminados por el mundo, y muy especialmente en América Latina. Entre otros, mencionó el caso de «Luna», una espía que desertó en 1975, mientras cumplía una misión en Buenos Aires. Según algunas fuentes de inteligencia, se trataría de Ekaterina Liejman, hija de un coronel del Ejército Rojo caído en desgracia.

## Sospecha posterior de envenenamiento
El 2 de noviembre de 2007, Oleg Gordievski fue llevado en ambulancia desde su casa en Surrey a un hospital local, donde pasó 34 horas inconsciente. Posteriormente, aún se encontraba parcialmente paralizado. Afirmó haber sido envenenado en un intento de asesinato, diciendo que había obtenido «del extranjero» comprimidos de lo que creía ser el sedante Xanax, con la asistencia de una persona de origen ruso cuya identidad no trascendió. Dijo haber tomado las tabletas el 31 de octubre, es decir, tan solo dos días antes. Gordievski le comentó al periódico The Mail on Sunday que tenía la certeza de que era un objetivo del Servicio de Inteligencia Extranjera (SVR) ruso (el principal sucesor del KGB), y que las píldoras estaban, casi con seguridad, adulteradas.
El 4 de marzo de 2025, Gordievski falleció en su casa de Surrey.

## Publicaciones
- Oleg Gordievski y Christopher Andrew, KGB: The Inside Story (KGB: La historia interna), Hodder & Stoughton, 1990, ISBN 0-340-48561-2.
- Oleg Gordievski y Christopher Andrew, The KGB (El KGB), HarperCollins, 1990, ISBN 0-06-016605-3.
- Oleg Gordievski y Christopher Andrew Instructions from the Centre: Top Secret files on KGB foreign operations, 1975-85 (Instrucciones desde el Centro: Archivos ultrasecretos de las operaciones del KGB en el extranjero, 1975-85), Hodder & Stoughton, 1991, ISBN 0-340-56650-7.
- Oleg Gordievski y Christopher Andrew, More instructions from the Centre: Top Secret files on KGB foreign operations, 1975-85 (Más instrucciones desde el Centro: Archivos ultrasecretos de operaciones del KGB en el extranjero, 1975-85), Frank Cass Publishers, 1992, ISBN 0-7146-3475-1.
- Oleg Gordievski, Next stop: Execution (autobiography). Gordievski, Oleg (1995). Próxima parada: ejecución (autobiografía). 1995, Macmillan. ISBN 0-333-62086-0.
- Oleg Gordievski y Jakob Andersen: De Røde Spioner - KGB's operationer i Danmark fra Stalin til Jeltsin, fra Stauning til Nyrup, Høst & Søn, Copenhague, 2002.